# Nunzio Malasomma
Nunzio Malasomma (Caserte, 4 février 1894 - Rome, 12 janvier 1974) était un scénariste et réalisateur italien.

## Biographie
Après des études techniques, Nunzio Malasomma s'oriente vers le journalisme et fonde en 1920 avec Luciano Doria la revue de théâtre et de cinéma Fortunio.
Il vient au cinéma comme auteur. Il écrit ses deux premiers scénarios en 1921 et 1923 pour la société de production Fert Film à Turin et Rome. Lorsque Mussolini prend le pouvoir par un putsch en 1923, Nunzio Malasomma part pour l'Allemagne, à l'instar d'autres artistes du cinéma italien. Pour Righelli, qui avait été engagé à Berlin par la jeune société Trianon-Film GmbH, il écrit en 1924 le script du film d'Heinrich George, Steuerlos. La même année, cette équipe produit un autre film, Orient, la fille du désert (Orient – Die Tochter der Wüste), avec Harry Liedtke et la femme de Righelli, Maria Jacobini dans les rôles principaux,.
En 1925, Malasomma met en scène son premier film Le Roi et la Petite Fille (Der König und das kleine Mädchen), dans lequel il apparaît au côté de la vedette du cinéma muet italien Luciano Albertini, d'Evi Eva et de Hans Albers. Avec Charlotte Ander et à nouveau Luciano Albertini dans les rôles principaux, il tourne la même année le film Une minute avant minuit (Eine Minute vor Zwölf) et en 1926 le film Chasse à l'homme (Jagd auf Menschen), dans lequel le populaire Carlo Aldini joue avec Hans Albers. Nunzio Malasomma poursuit cette collaboration avec Aldini dans les deux films suivants Un contre tous (Einer gegen alle) et L'Homme sans tête (it) (Der Mann ohne Kopf).
Alors que Nunzio Malasomma avait surtout tourné des films d'action ou des films à sensation, il se tourne en 1928 vers des drames de haute montagne. D'après un scénario du spécialiste du film de montagne Arnold Fanck, il met en scène avec son compatriote Mario Bonnard le film Combat pour le Cervin (Der Kampf ums Matterhorn), dans lequel Luis Trenker joue le rôle de l'alpiniste italien Jean-Antoine Carrel qui, avec le célèbre alpiniste anglais Edward Whymper livre un combat dramatique pour la première ascension du Cervin en 1865. La collaboration avec Bonnard et Trenker se poursuivra dans deux autres films de montagne : Der Ruf des Nordens (1929) et Der Sohn der weißen Berge (1930).
Après l'irruption du film sonore, Nunzio Malasomma retourne en Italie, où il tourne pour la Cines à Rome plusieurs films comme L’uomo dall'artiglio (1931) et La Prisonnière des ténèbres (1934). À partir de 1934, il tourne alternativement pour des productions italiennes et allemandes. Ses deux films allemands suivants, le film de Luis Trenker Polarstürme (1934) a été mis en scène avec Johannes Häußler pour l'entreprise berlinoise Patria. Lorsque vers le milieu des années 1930, l'intérêt du public pour les films de montagne fléchit, Malasomma se tourne vers les mélodrames esthétiques et tourne de nombreux films comme Rote Orchideen (Les Orchidées rouges) (1938, avec Olga Tschechowa, célèbre alors, Camilla Horn et Hans Nielsen) ; La Nuit décisive (Die Nacht der Entscheidung) (1938, avec Pola Negri et Ivan Petrovich) ; Die fromme Lüge (1938, avec Pola Negri et Hermann Braun) ; Die Frau ohne Vergangenheit (1939, avec Sybille Schmitz et Albrecht Schoenhals) et Vom Schicksal verweht (1941-42, à nouveau avec Sybille Schmitz et Albrecht Schoenhals). Le film exotique Vom Schicksal verweht est destiné à compenser, après 1941, l'interdiction des films américains. Vom Winde verweht, dont il ne subsiste pas de copie, est le dernier film que Malasomma a tourné en Allemagne avant la fin de la guerre.
En Italie, il travailla à nouveau avec la Cinès et d'autres sociétés de production, avec des vedettes comme Vittorio De Sica et Amedeo Nazzari.
Nunzio Malasomma a mis en scène ses derniers films dans les années 1960 : La Révolte des esclaves (La rivolta degli schiavi) (1961) et le western spaghetti Quinze Potences pour un salopard (Quindici forche per un assassino, 1968).
Nunzio Malasomma est mort à Rome le 12 janvier 1974.

## Filmographie

### Réalisation
- 1923 : Un viaggio nell'impossibile (it), coréalisé avec Luciano Doria
- 1924 : Mister Radio (de)
- 1925 : Der König und das kleine Mädchen (en)
- 1925 : Eine Minute vor Zwölf (en)
- 1926 : Jagd auf Menschen (de)
- 1927 : Einer gegen alle
- 1927 : Der Mann ohne Kopf (it)
- 1928 : Le Drame du Mont-Cervin (de) (Der Kampf ums Matterhorn)
- 1929 : Les Mystères du pôle Nord (de) (Der Ruf des Nordens)
- 1931 : L'Homme à la griffe (en) (L'uomo dall'artiglio)
- 1932 : La telefonista (it)
- 1932 : La Chanteuse de l'opéra (it) (La cantante dell'opera)
- 1933 : La signorina dell'autobus (it)
- 1933 : Sette giorni cento lire (it)
- 1934 : La Prisonnière des ténèbres (La cieca di Sorrento)
- 1935 : Cleo, robes et manteaux
- 1936 : Lohengrin (it)
- 1936 : Non ti conosco più (it)
- 1937 : Nina, non far la stupida (it)
- 1938 : L'Orchidée rouge (de) (Rote Orchideen)
- 1938 : La Nuit décisive (Die Nacht der Entscheidung) (coréalisé avec Walter Janssen)
- 1938 : Mensonge de mère (Die fromme Lüge)
- 1939 : Une femme sans passé (it) (Die Frau ohne Vergangenheit)
- 1939 : Cose dell'altro mondo (it)
- 1939 : Eravamo sette sorelle
- 1940 : Après nous divorcerons (it) (Dopo divorzieremo)
- 1941 : El marido provisional
- 1941 : Scampolo
- 1941 : Giungla (version italienne de Vom Schicksal verweht)
- 1942 : Traqués dans la jungle (de) (Vom Schicksal verweht)
- 1942 : Gioco pericoloso (it)
- 1942 : Acque di primavera (it)
- 1943 : Incontri di notte (it)
- 1943 : À deux, on souffre mieux (it) (In due si soffre meglio)
- 1943 : La signora in nero (it)
- 1947 : Le Diable blanc (Il diavolo bianco)
- 1950 : Il diavolo in convento (it)
- 1952 : Quatre roses rouges (Quattro rose rosse)
- 1958 : Adorabili e bugiarde (it)
- 1961 : La Révolte des esclaves (La rivolta degli schiavi)
- 1968 : Quinze Potences pour un salopard (Quindici forche per un assassino)

### Scénariste
- 1921 : Amore rosso
- 1923 : La storia di Clo-Clo
- 1924 : Steuerlos
- 1924 : Orient - Die Tochter der Wüste
- 1930 : Les Chevaliers de la montagne (Der Sohn der weißen Berge) de Mario Bonnard
- 1931 : Fra Diavolo
- 1936 : Les Deux Sergents (I due sergenti) de Enrico Guazzoni